# Eustrotia glycera
Eustrotia glycera är en fjärilsart som beskrevs av Druce 1889. Eustrotia glycera ingår i släktet Eustrotia och familjen nattflyn. Inga underarter finns listade i Catalogue of Life.